# 許瀚 (弘治進士)
許瀚（1465年—？），字彥卿，福建興化府莆田縣人，軍籍，明朝政治人物。

## 生平
弘治十四年（1501年）辛酉科福建鄉試第五十六名舉人。弘治十五年（1502年）中式壬戌科會試第六十八名，三甲第一百二十九名進士。授行人司行人，正德三年（1508年）六月选授工科给事中，六年十一月升礼科右，七年八月升户科左，九年正月升广东布政司左参议。

## 家族
曾祖許于義；祖父許永斌；父許評，訓導。嫡母林氏；生母陳氏。永感下。兄許仁（左長史）、許彦充、許彦器。